# Timo Aaltonen
Timo Aaltonen (Finlandia, 11 de abril de 1969) es un atleta finlandés retirado especializado en la prueba de lanzamiento de peso, en la que consiguió ser campeón europeo en pista cubierta en 2000.

## Carrera deportiva
En el Campeonato Europeo de Atletismo en Pista Cubierta de 2000 ganó la medalla de oro en el lanzamiento de peso, llegando hasta los 20.62 metros, por delante del español Manuel Martínez (plata con 20.38 metros) y el checo Miroslav Menc (bronce con 20.23 metros).